# ستة شبابيك في الصحراء (مسلسل تلفزيوني)
ستة شبابيك في الصحراء (بالإنجليزية: Six windows in the desert)‏هي باقة أفلام قصيرة لمخرجين سعوديين تُجسّد الفروق الثقافية الدقيقة في المجتمع السعودي، بدءًا من تمثيلية مسرحية وحتّى تداعيات حادث تحطّم طائرة.